# Tito Sempronio Rufo
Tito Sempronio Rufo (en latín Titus Sempronius Rufus) fue un senador romano que desarrolló su cursus honorum entre el último cuarto del siglo I y el primer cuarto del siglo II, bajo los imperios de Domiciano, Nerva y Trajano.

## Carrera política
Su único cargo conocido fue el de consul suffectus en 113, bajo Trajano, desempeñando este honor entre septiembre y diciembre.
Plinio el Joven le dirige dos cartas.